# Туре, Ассимью
Ассимью Туре (фр. Assimiou Touré; 1 января 1988, Сокоде, Того) — немецкий футболист тоголезского происхождения, защитник. Участник ЧМ-2006 в составе сборной Того.

## Биография
Родился в Того, однако в детстве переехал в Германию. В 12 лет попал в структуру клуба «Байер 04». Долгое время выступал за молодежный состав леверкузенцев, однако за основу Туре сыграл только дважды. Два сезона выступал на правах аренды за «Оснабрюк». С 2010 года защитник выступает за ряд команд низших немецких дивизионов.

## Карьера в сборной
В 2006 году Туре вызывался в состав юношеской сборной Германии, однако в этом же году он принял приглашение от своей исторической родины и вошел в состав сборной Того на Чемпионат мира 2006 года. На мундиале защитник появлялся только в стартовом матче команды против сборной Республики Кореи, которую тоголезцы проиграли со счетом 1:2. Этот поединок стал для Туре дебютным в футболке Того. В 2010 году Туре был в заявке национальной команды на Кубке африканских наций в Анголе, с которого сборная снялась из-за нападения на автобус команды.